# Capish
Capish var ett spelprogram som sändes på förmiddagarna, sju dagar i veckan från 2007 till 2008, på Kanal 5. Programmet leddes av Sandra Wimark, Michael Mårtensson, Ulrica Lundqvist, Lena Björnsbråten samt också ibland Staffan Ramsby. Det första avsnittet av programmet sändes 2 januari 2007 och det sista avsnittet sändes 13 april 2008. Under sista månaden som programmet sändes, bytte programmet namn till Full pott.

## Tittartävlingen
Programidén var att låta tittarna hitta ett ord och sedan ringa in och ge rätt lösning i direktsändning. Om man kom fram och gav rätt lösning till ordet vann man. Man skulle svara på en kunskapsfråga för att vinna pengarna samt ange en fyrsiffrig kod. Denna kod var i praktiken omöjlig att knäcka. En gång har jackpoten varit värd 370.000 kronor.  